# Rockwell Kent

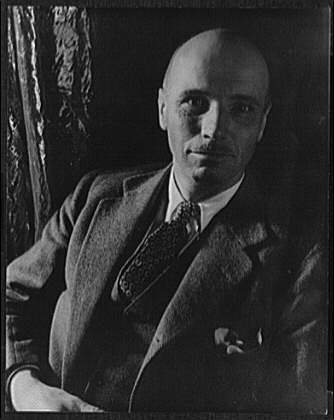
Rockwell Kent, Fotograf: Carl Van Vechten, 1933

Rockwell Kent (* 21. Juni 1882 in Tarrytown, New York; † 13. März 1971 in Plattsburgh, New York) war ein US-amerikanischer Maler und Grafiker.
Nach dem Studium der Architektur wandte er sich der Malerei und Grafik zu. Er zeichnete betont realistische und dramatische Illustrationen. Kent illustrierte den Roman Moby-Dick von Herman Melville mit Federzeichnungen, die in ihrer Anmutung an Holzschnitte erinnern.
1904 trat Rockwell Kent der Sozialistischen Partei Amerikas bei. 1966 wurde er zum Mitglied (NA) der National Academy of Design gewählt. 1964 wurde er in die American Academy of Arts and Letters aufgenommen.